# Grande Muraille (télévision)
Le bouquet Grande Muraille est un bouquet de chaînes de télévision chinoises existant en Amérique du Nord, en Asie, et en Europe.
D'abord disponible en Amérique du Nord et en Asie, la version européenne a été inaugurée le 28 août 2006 à Paris, où la société Tang Frères annonçait sa diffusion en France, sur les boîtiers ADSL de Free. Il a plus tard été étendu aux boîtiers de SFR Bouygues Telecom.
Le bouquet comporte, dans sa version française, des chaînes chinoises en mandarin (la majorité des chaînes), en cantonais (广东南方卫视 / TVS 2), principalement de l'opéra cantonais)), en anglais (CCTV-News), en français (CCTV-Français) et à ses débuts, en espagnol (CCTV-Español) sous le regroupement CCTV E&S. Certaines chaînes diffusent également des programmes dans des dialectes régionaux. Deux chaînes de Hong-Kong sont sous-titrées en chinois traditionnel, Télévision phénix (鳳凰衛視 / 凤凰电视) et télévision phénix, nouvelle et loisirs (鳳凰衛視歐洲台 / 凤凰卫视欧洲台, fènghuáng wèishì ōuzhōu tái, « chaîne de télévision phénix Europe »).